# Nick Malík
Nick Malík (* 26. dubna 2002 Raleigh, Severní Karolína, Spojené státy americké) je český hokejový brankář, syn hokejisty Marka Malíka. V letech 2020 a 2021 reprezentoval Českou republiku na Mistrovství světa juniorů v ledním hokeji, v roce 2020 v Ostravě a Třinci a v roce 2021 v kanadském Edmontonu.

## Ocenění a úspěchy
- 2016 ČHL-16 – Nejnižší průměr inkasovaných branek v playoff
- 2017 ČHL-16 – Nejnižší průměr inkasovaných branek
- 2017 ČHL-16 – Nejúspěšnější brankář
- 2017 ČHL-16 – Nejvíce čistých nul
- 2017 ČHL-16 – Nejúspěšnější brankář v playoff
- 2017 ČHL-18 – Nejvíce čistých nul
- 2019 ČHL-20 – Nejnižší průměr inkasovaných branek v playoff
- 2019 ČHL-20 – Nejúspěšnější brankář v playoff

## Prvenství
- Debut v ČHL – 24. listopadu 2019 (HC Oceláři Třinec proti HC Energie Karlovy Vary)
- První inkasovaný gól v ČHL – 24. listopadu 2019 (HC Oceláři Třinec proti HC Energie Karlovy Vary, českým útočníkem Petr Koblasa)
- První vychytaná nula v ČHL – 3. listopadu 2024 (HC Škoda Plzeň proti Bílí Tygři Liberec)

## Statistiky

### Základní části
| Sezona       | Tým                 | Liga         | Z  | V  | P  | Pvp | MIN  | OG | ČK | POG  | %ChS |
| ------------ | ------------------- | ------------ | -- | -- | -- | --- | ---- | -- | -- | ---- | ---- |
| 2017–18      | HC Vítkovice Ridera | ČHL-20       | 16 | 6  | 10 | 0   | 914  | 54 | 0  | 3.54 | 90,6 |
| 2018–19      | HC Oceláři Třinec   | ČHL-19       | 6  | 4  | 2  | 0   | 373  | 15 | 1  | 2.41 | 93,2 |
| 2018–19      | HC Frýdek-Místek    | 1.ČHL        | 26 | 14 | 12 | 0   | 1416 | 72 | 2  | 3.05 | 90,3 |
| 2019–20      | HC Oceláři Třinec   | ELH          | 2  | 0  | 1  | 0   | 77   | 8  | 0  | 6.23 | 79,5 |
| 2019–20      | HC Frýdek-Místek    | 1.ČHL        | 19 | 11 | 8  | 0   | 1148 | 47 | 1  | 2.46 | 92,7 |
| 2019–20      | Soo Greyhounds      | OHL          | 16 | 5  | 11 | 0   | 891  | 56 | 0  | 3.77 | 88,6 |
| 2020–21      | HC Frýdek-Místek    | 1.ČHL        | 4  | 2  | 2  | 0   | 175  | 8  | 1  | 2.74 | 92,1 |
| 2021–22      | KooKoo              | Liiga        | 34 | 15 | 9  | 9   | 2014 | 66 | 4  | 1.97 | 92,2 |
| 2022–23      | KooKoo              | Liiga        | 24 | 4  | 13 | 6   | 517  | 63 | 0  | 2.74 | 89,1 |
| 2023–24      | KooKoo              | Liiga        | 38 | 12 | 17 | 8   | 2191 | 94 | 4  | 2.57 | 88,9 |
| 2024–25      | HC Škoda Plzeň      | ELH          | 39 |    |    |     |      |    | 3  | 2.09 | 92,3 |
| Celkem v ELH | Celkem v ELH        | Celkem v ELH | 2  | 0  | 1  | 0   | 77   | 8  | 3  | 6.23 | 79,5 |

### Play-off
| Sezona       | Tým               | Liga         | Z  | V | P | MIN | OG | ČK | POG  | %ChS |
| ------------ | ----------------- | ------------ | -- | - | - | --- | -- | -- | ---- | ---- |
| 2018–19      | HC Oceláři Třinec | ČHL-19       | 8  | 7 | 1 | 484 | 14 | 0  | 1.74 | 96,0 |
| 2021–22      | KooKoo            | Liiga        | 14 | 7 | 7 | 814 | 29 | 2  | 2.14 | 92,6 |
| 2022–23      | KooKoo            | Liiga        | 3  | 0 | 2 | 75  | 5  | 0  | 1.92 | 93,7 |
| 2024–25      | HC Škoda Plzeň    | ELH          | 4  | 1 | 3 | 237 | 7  | 1  | 2.03 | 91,3 |
| Celkem v ELH | Celkem v ELH      | Celkem v ELH | 4  | 1 | 3 | 237 | 7  | 1  | 2.03 | 91,3 |

### Reprezentace
| Rok                    | Tým                    | Soutěž                 | Z | V | P | MIN | OG | ČK | POG  | %ChS |
| ---------------------- | ---------------------- | ---------------------- | - | - | - | --- | -- | -- | ---- | ---- |
| 2020                   | Česko 20               | MSJ                    | 1 | 0 | 0 | 46  | 3  | 0  | 3.96 | 86,4 |
| 2021                   | Česko 20               | MSJ                    | 4 | 1 | 2 | 186 | 9  | 1  | 2.90 | 89,0 |
| Juniorská reprezentace | Juniorská reprezentace | Juniorská reprezentace | 5 | 1 | 2 | 232 | 12 | 1  | 3.11 | 88,5 |